# 迪金森州立大学
迪金森州立大学（英語：Dickinson State University, DSU），另译迪克森州立大学、狄金森州立大学或狄克森州立大学，是一所隶属美国北达科他州大学系统的公立大学，校址位于北达科他州迪金森。
迪金森州立大学的前身是1918年成立的迪金森州立师范学校（Dickinson State Normal School）。1986年，升格为大学；1987年，改为现名。2011年，迪金森州立大学曾卷入一起滥发文凭事件，令该校被媒体质疑为“文凭工厂”。这一滥发文凭事件导致该校主管留学生事务的副校长引咎辞职、商学院院长自杀。

## 历史
1918年，迪金森州立大学的前身迪金森州立师范学校成立。1918年1月24日，该校正式开学。该校建立之初在迪金森高级中学校园内运作。该校第一栋校舍于1921年完工后，逐步形成如今校园。1931年，该校更名为迪金森州立教师学院。二战期间，该校参与了V-12海軍學院培訓計劃。1963年，迪金森州立教师学院再度更名为迪金森州立学院。1986年，该校升格为大学，名称也随之变更为北达科他州立大学－迪金森。1987年，改为现名迪金森州立大学。

## 争议
2011年，有傳媒揭發，迪金森州立大学涉嫌滥发文凭。该校不仅对部分留学生降低录取要求，还准许部分没有达到最低毕业要求（如部分课程不合格或没有修完全部课程）的留学生毕业。根据调查，自2003年起，迪金森州立大学共有816名留学生，其中743名学生存在档案上的问题。这一滥发文凭事件的涉事学生以中国留学生为主，也有部分俄罗斯学生。此外，该校也涉嫌入学人数造假。为了堆高入学人数，迪金森州立大将前往该校参加会议者也算作是入学的学生。该事件发生后，迪金森州立大学商学院院长自杀、主管留学生的副校长引咎辞职。

## 教学
迪金森州立大学下有十个院系，除提供四年制的学士（本科）课程外，亦开设两年制副学士课程与职前培训项目。迪金森州立大学卷入滥发文凭事件后，美国高等教育委员会在2012年7月评估后要求迪金森州立大学进行重大改进，并将迪金森州立大学的认证等级下调。2013年10月，经过高等教育委员会再审，迪金森州立大学恢复完整认证状态。